# Martín de Córdoba (m. 1620)
Martín de Córdoba (Córdoba, ? - Madrid, 12 de septiembre de 1620) fue un eclesiástico español que ocupó el cargo de comisario general de Cruzada.

## Biografía
Estudió en la universidad de Alcalá, donde se licenció en derecho canónico. En 1594, Felipe II ganó el pleito sobre el patronazgo real del priorato de Junquera de Ambiá, y nombró a Martín de Córdoba señor y prior de dicho sitio. Miembro del consejo real del rey Felipe III. El 22 de mayo de 1608 tomó posesión como comisario general de Cruzada. Sirvió en este cargo hasta el 8 de noviembre de 1619, fecha en la que subdelegó en Diego de Guzmán y Haro. A su muerte, en 1620, el priorato quedó anexionado a la diócesis de Valladolid.

Se enterró en el convento de San Bernardino de Madrid, bajo la siguiente inscripción:
Sepultura de don Martin de Cordoua Prior, y Senor de lunquera, hijo de Andres Ponce de Leon del Supremo Confejo de Eftado del Rey Don Felipe Segundo, fallecio ano de mil y feifcientos y veinte.